# Pevidém SC
El Pevidém SC es un equipo de fútbol de Portugal que juega en la Liga Regional de Braga, la quinta categoría de fútbol del país.

## Historia
Fue fundado el 30 de junio de 1986 en la ciudad de Pevidém en Guimaraes de distrito de Braga, se inscribe en la Asociación de Fútbol de Braga en ese año y cuenta con equipos en todas las categorías.
En su historial cuenta con participación en los torneos desaparecidos a escala nacional de Portugal donde jugó en siete temporadas en la Tercera División de Portugal en donde registró 238 partidos con un récord positivo entre victorias y derrotas con un gol diferencia positivo desde su primera aparición en 1995 hasta su última temporada en 2003. También participó en una temporada en la Segunda División de Portugal en la temporada 2000/01 donde perdió la mitad de los partidos y descendió.
El club también ha participado en al menos diez ocasiones en la Copa de Portugal y en la temporada 2019/20 es campeón distrital por primera vez y logra el ascenso al Campeonato de Portugal, lo que es su regreso a las competiciones nacionales tras 17 años de ausencia.

## Palmarés
- Liga Regional de Braga: 2

2016/17, 2019/20
- Copa de Braga: 1

2018/19